# 아칸소주의 기
아칸소의 기는 아칸소주의 깃발이다.

아칸소 주의 기

빨간 바탕에 마름모가 있으며, 마름모 가장자리에는 아칸소 주가 미국에 가입한 순서인 25번째를 나타내는 25개의 별이, 내부에는 4개의 별과 주의 명칭인 'ARKANSAS'가 새겨져 있다.

## 과거의 기

1913-1923
1923-1924

## 같이 보기
- 미국의 주 문장 목록